# John Whitaker (équitation)
Pour les articles homonymes, voir John Whitaker Hulke et John Whitaker.
 (mars 2019).
Si vous disposez d'ouvrages ou d'articles de référence ou si vous connaissez des sites web de qualité traitant du thème abordé ici, merci de compléter l'article en donnant les références utiles à sa vérifiabilité et en les liant à la section « Notes et références ».
John Whitaker est un cavalier britannique de saut d'obstacles, né le 5 août 1955 à Huddersfield dans le Yorkshire en Angleterre. 
John Whitaker a été médiatiquement et personnellement marqué par le cheval légendaire Milton, mais il a aussi été le cavalier de Ryan's Son et Gammon avec qui il a remporté de nombreuses médailles en championnats internationaux.

## Biographie
Il a trois enfants, Joanne, Louise et Robert. Robert Whitaker est aujourd'hui cavalier de haut niveau. La nièce de John, Ellen, est également une cavalière de saut d'obstacles prometteuse. Sa femme, Clare organise ses participations aux compétitions et s'occupe de l'administration de ses installations sportives et de leur entreprise, John Whitaker International, qui vend du matériel pour chevaux.
John Whitaker a été victime d'un accident vasculaire cérébral en 2000 qui l'a tenu éloigné des terrains de compétitions plusieurs mois avant qu'il revienne à la compétition au meilleur niveau.
Il est le frère de Michael Whitaker, lui aussi cavalier international.

## Palmarès mondial
- 1982 : médaille de bronze par équipe aux championnats du monde à Dublin en Irlande avec Ryan's Son.
- 1983 : médailles d'argent en individuel et par équipe aux championnats d'Europe de Hickstead en Grande-Bretagne avec Ryan's Son.
- 1984 : médaille d'argent par équipe aux Jeux olympiques de Los Angeles aux États-Unis avec Ryan's Son.
- 1985 : médaille de bronze en individuel et médaille d'argent par équipe aux championnats d'Europe de Dinard en France avec Hopscotch.
- 1986 : médaille d'argent par équipe aux championnats du monde à Aix-la-Chapelle en Allemagne avec Hopscotch.
- 1987 : médaille d'or par équipe et médaille d'argent en individuel aux championnats d'Europe de Saint-Gall en Suisse avec Milton.
- 1989 : médailles d'or en individuel et par équipe aux championnats d'Europe de Rotterdam aux Pays-Bas avec Milton.
- 1990 : médaille d'argent en individuel et médaille de bronze par équipe aux Jeux équestres mondiaux de Stockholm en Suède, 1er de la finale de la coupe du monde à Dortmund en Allemagne avec Milton.
- 1991 : médaille  d'argent par équipe aux championnats d'Europe de La Baule et 1er de la finale de la coupe du monde à Göteborg en Suède avec Milton.
- 1993 : médaille  d'argent par équipe aux championnats d'Europe de Gijón en Espagne avec Gammon.
- 1995 : médaille  d'argent par équipe aux championnats d'Europe de Saint-Gall en Suisse avec Welham.
- 1997 : médaille  de bronze par équipe aux championnats d'Europe de Mannheim an Allemagne avec Welham.
- 1998 : médaille de bronze par équipe aux Jeux équestres mondiaux de Rome en Italie avec Heyman.
- 2007 : médaille de bronze par équipe aux championnats d'Europe de Mannheim en Allemagne.
- 2009 : vainqueur du Grand Prix du CSI-5* Global Champions Tour de Valence en Espagne avec Peppermill et 2e du Grand Prix du CSI-4* de Chantilly avec Casino 43
- 2011 : médaille de bronze par équipe aux championnats d'Europe de Madrid (Espagne) avec Peppermill

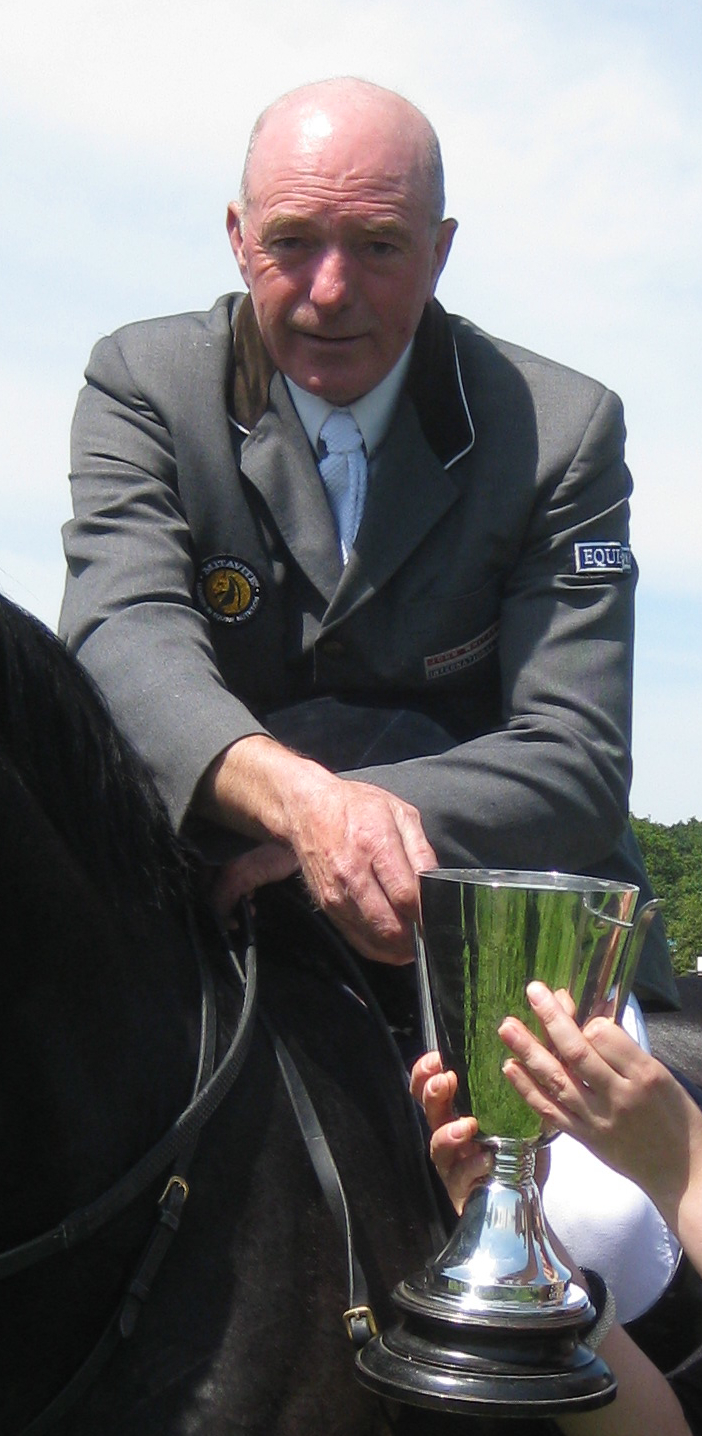
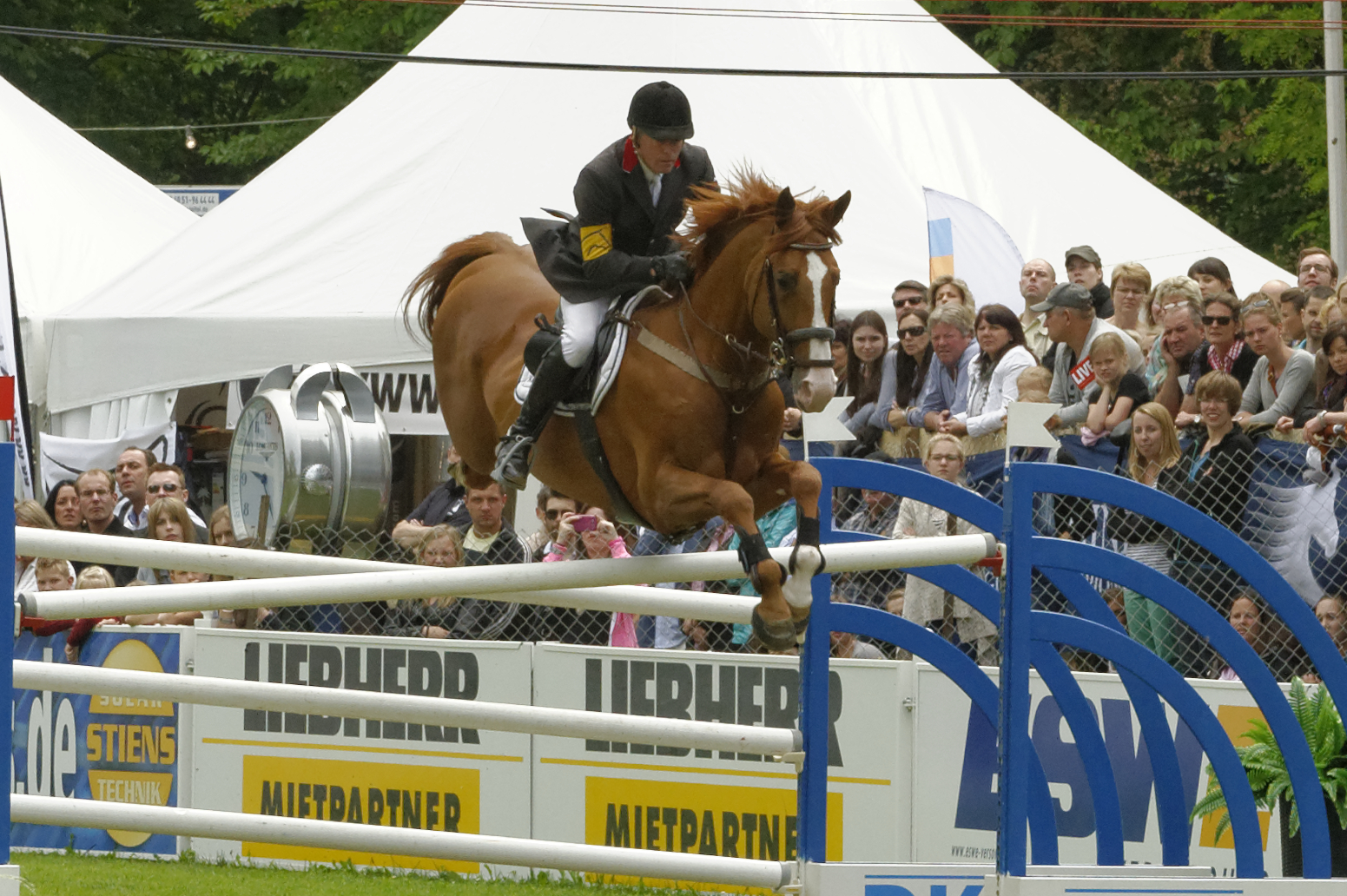
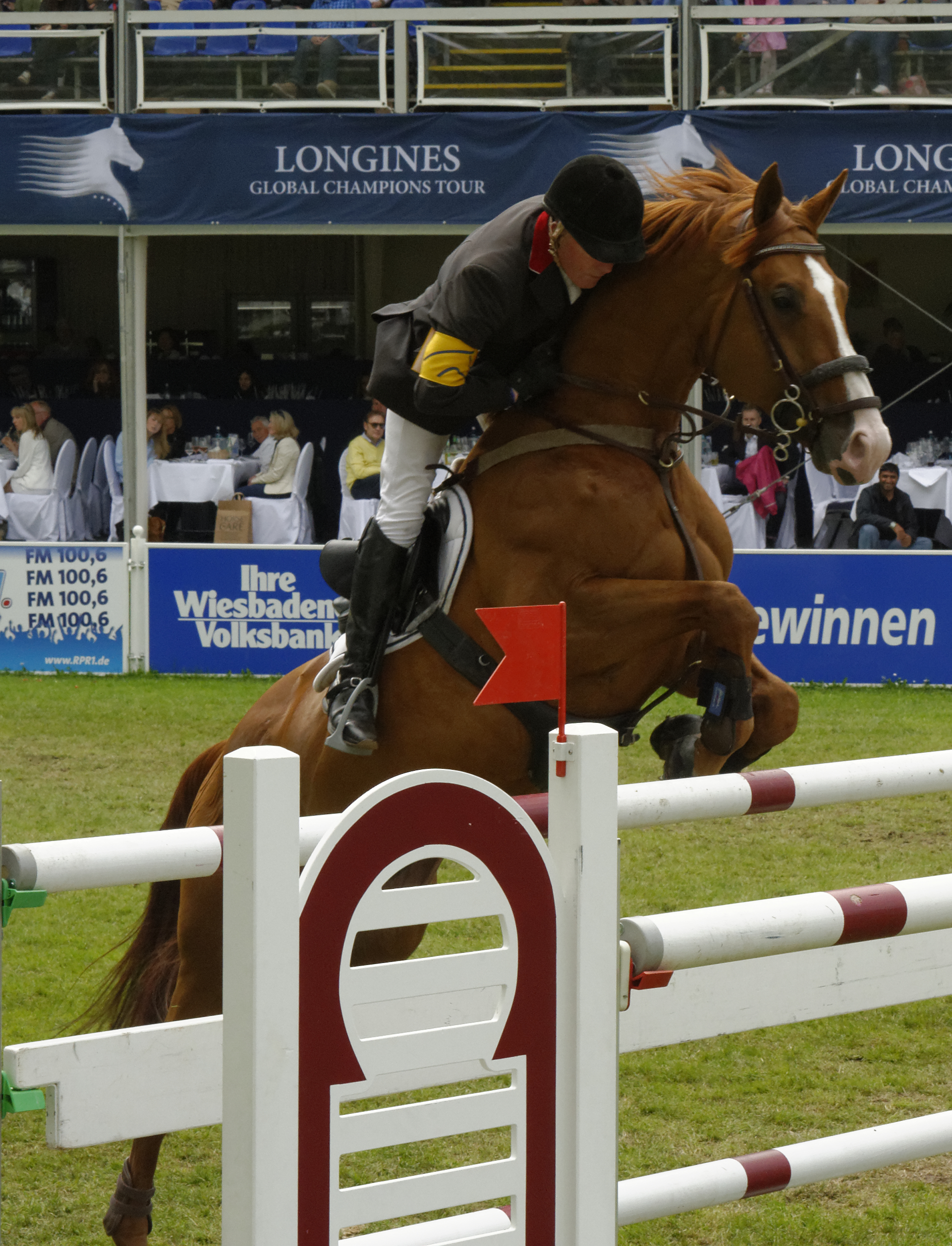
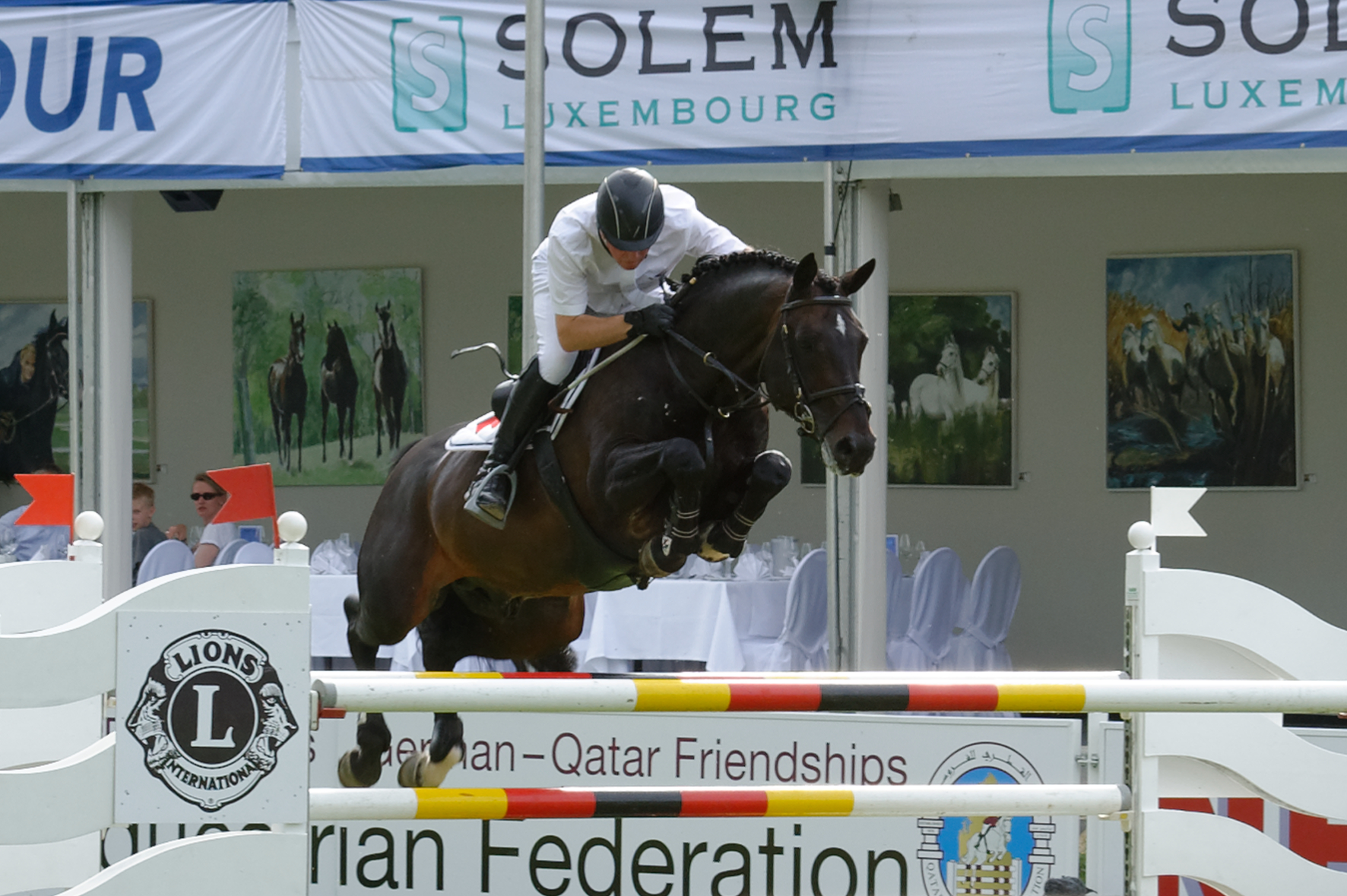
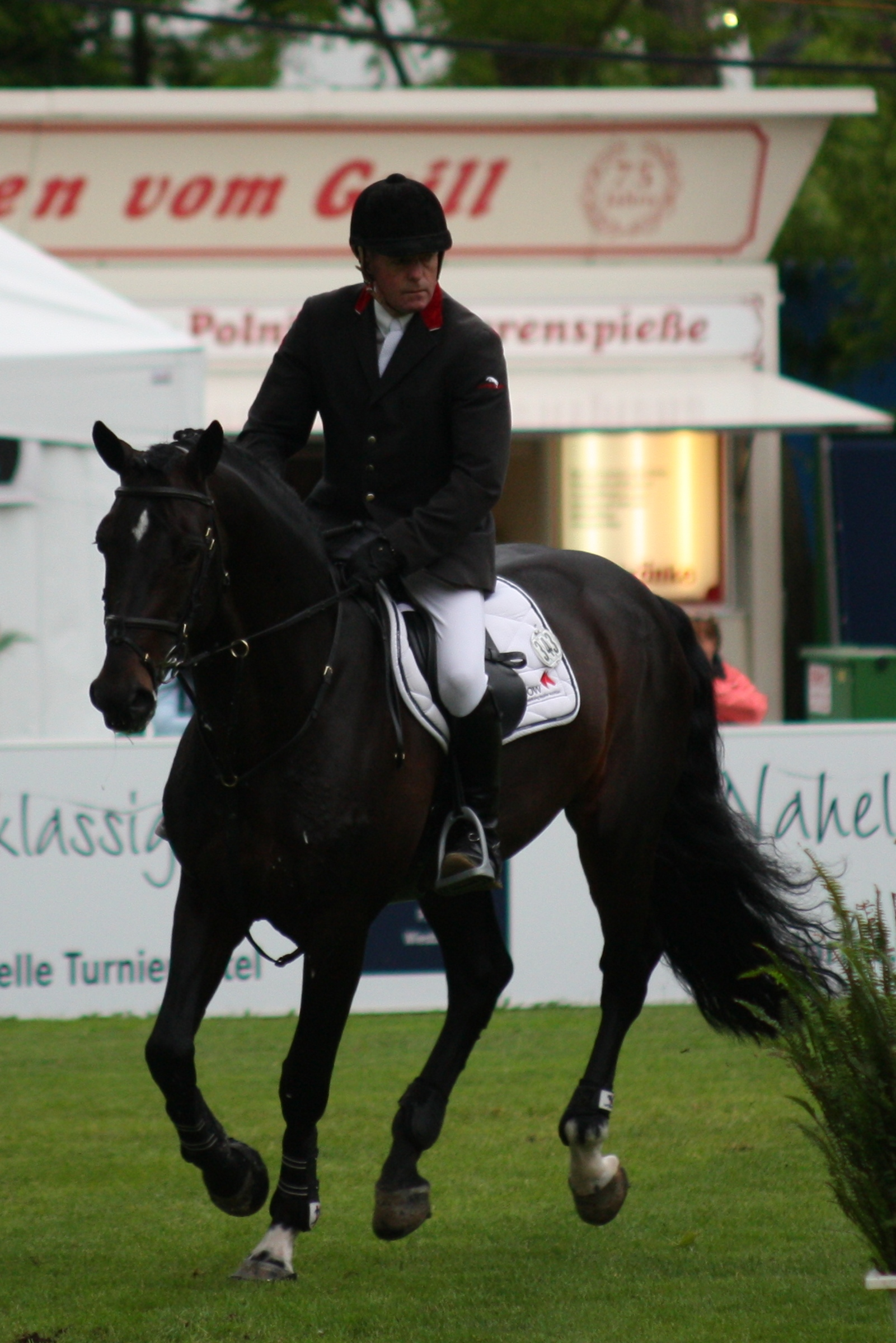